# Marajó
Marajó er en beboet ø, som ligger ved udmundingen af Amazonas i delstaten Pará i Brasilien og lige nord for byen Belém. Øen har et areal på 40 100 km² og er dermed den største ø som er omgivet af ferskvand på alle sider. Selv om nordøstkysten af Marajó vender mod Atlanterhavet er vandstrømmen fra Amazonasfloden så stor, at øen også har ferskvand på den side. 
Arkæologiske udgravninger har afdækket en række keramikfund, som er anslået til at være omkring 3000 år gamle. Fundene antages at stamme fra indianske kulturer, som var gådt under før området blev koloniseret. Keramikfundene er i dag udstillet på «Museu Goeldi» i Belém.